# Laboratorio de Física Aplicada

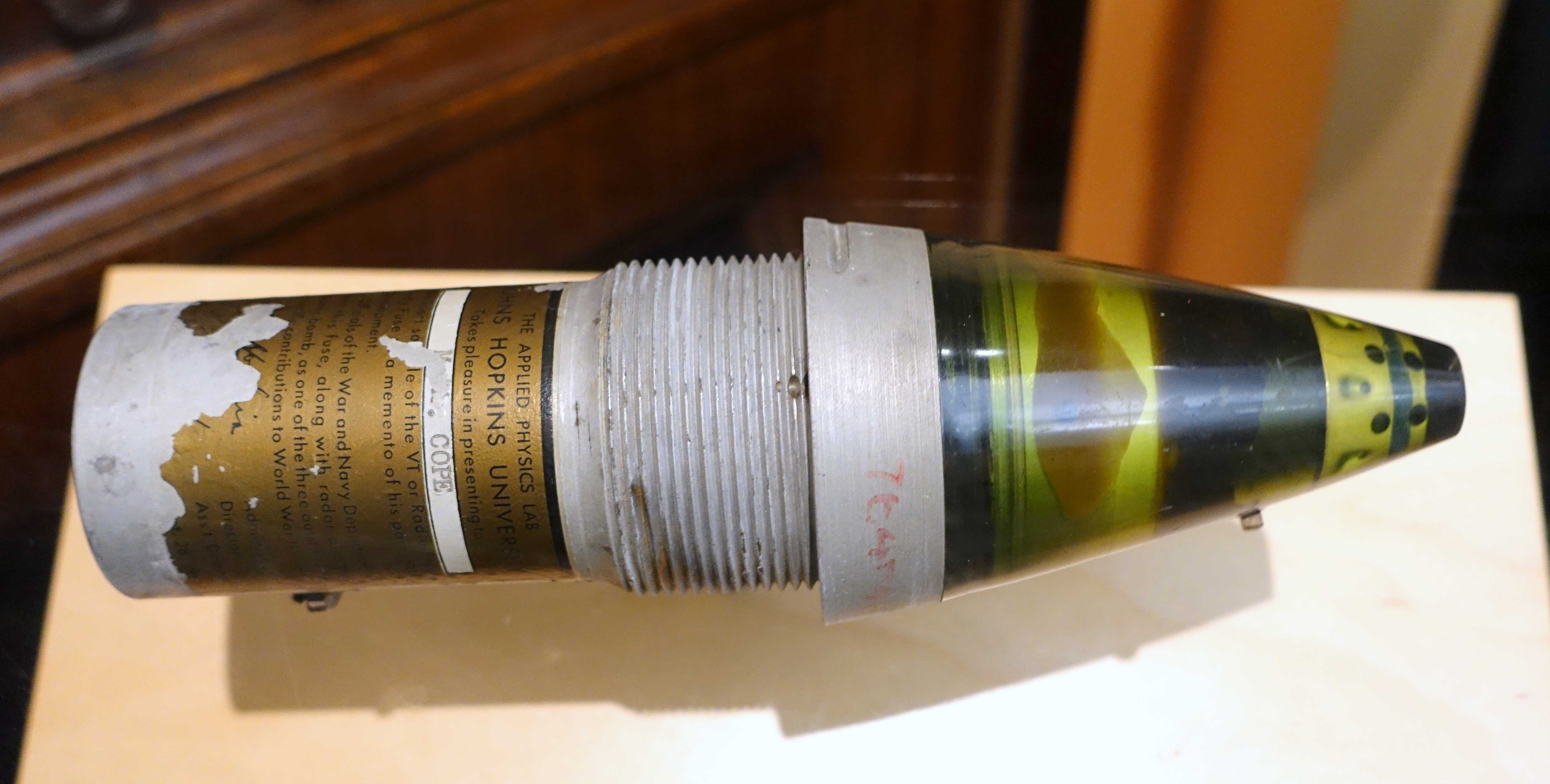
Espoleta de proximidad desarrollada en 1945 por el laboratorio.

El Laboratorio de Física Aplicada (LFA, en inglés: Applied Physics Laboratory, APL, o también JHU/APL, JHUAPL) es un laboratorio de investigación y desarrollo estadounidense que forma parte de la Universidad Johns Hopkins. Ubicado en North Laurel, estado de Maryland, al norte de Washington D. C., emplea a cerca de 5 000 personas, de las cuales un 68% son ingenieros y científicos que trabajan esencialmente sobre programas militares. Está comprometido especialmente en el desarrollo de los sistemas de misiles de la Armada estadounidense (Aegis, misiles Standard...) que es su principal línea de carga de trabajo. El laboratorio fue creado en 1942 a la iniciativa del Gobierno estadounidense para favorecer el desarrollo de las tecnologías necesarias para el departamento militar, creando una pasarela entre la universidad y la industria de guerra. APL desarrolló en una primera etapa la espoleta de proximidad, que permitía mejorar la eficacia de la defensa antiaérea.

## Principales líneas de actividad
Las principales líneas de investigación del laboratorio APL son las siguientes:
- Defensa antiaérea y antimisil de los ejércitos y fuerzas terrestres.
- Actividad espacial civil.
- Defensa cibernética.
- Defensa del territorio.
- Salud pública : prevención, curas.
- Análisis de la seguridad nacional.
- Seguridad espacial.
- Armas de precisión.
- Control marítimo.
- Operaciones especiales.
- Disuasión estratégica.

## Actividad espacial civil

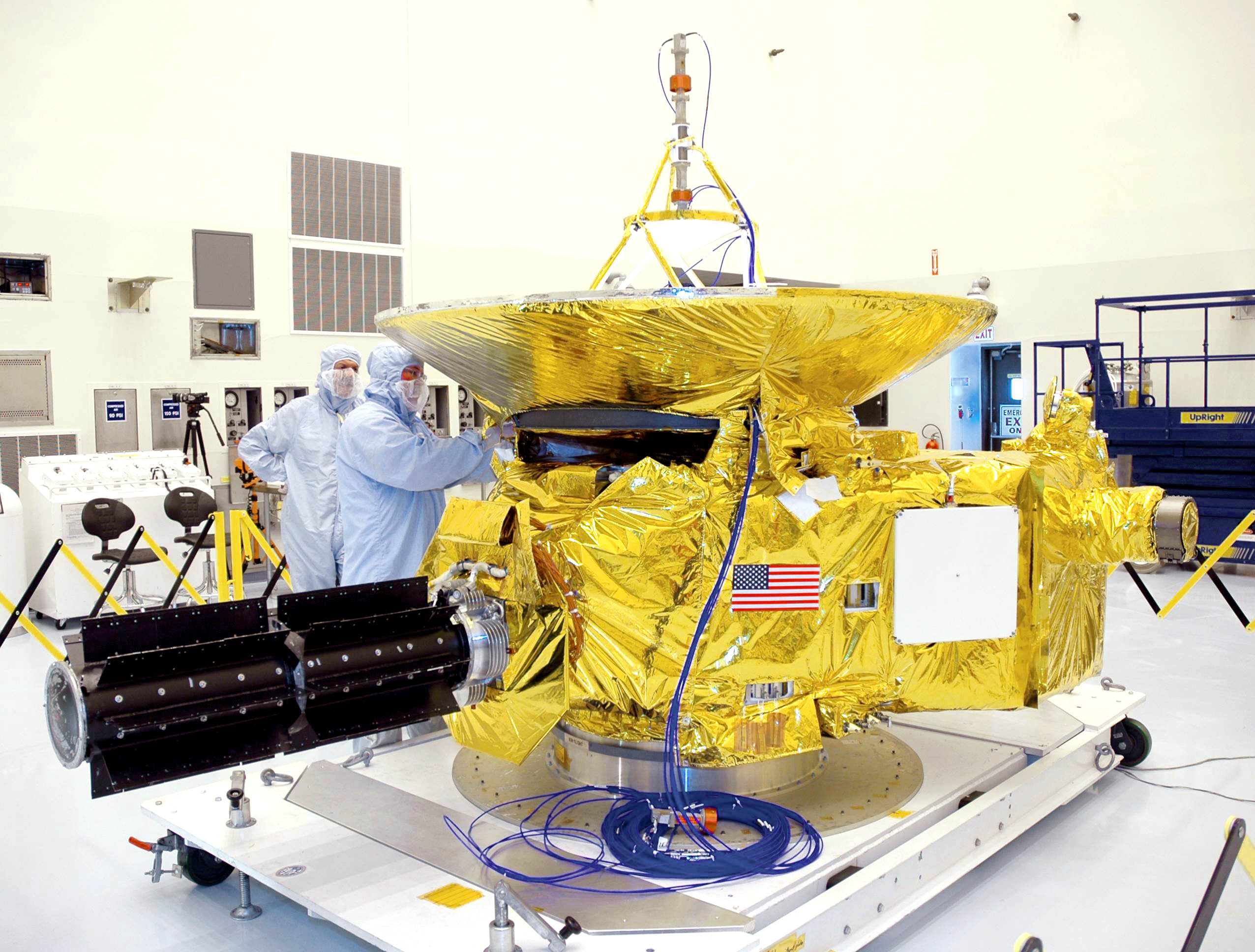
El laboratorio APL ha construido la sonda New Horizons, visible aquí antes de su lanzamiento.

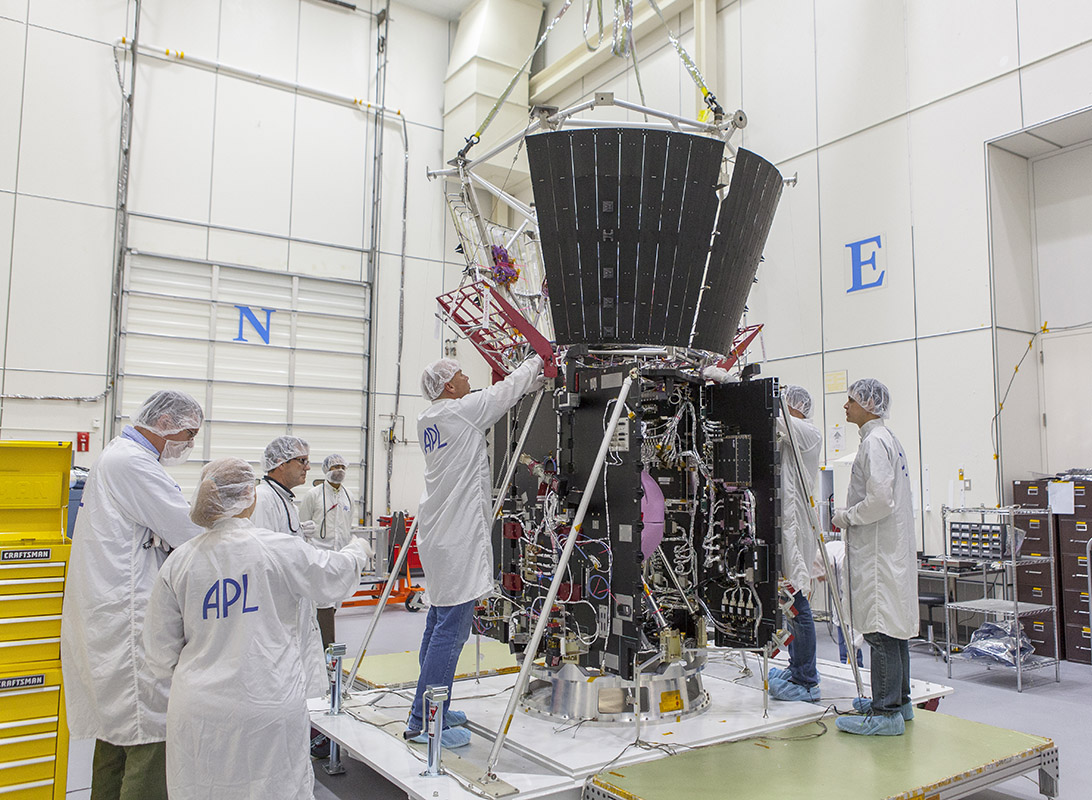
La Sonda Solar Parker en el transcurso de su ensamblaje en los talleres del APL.

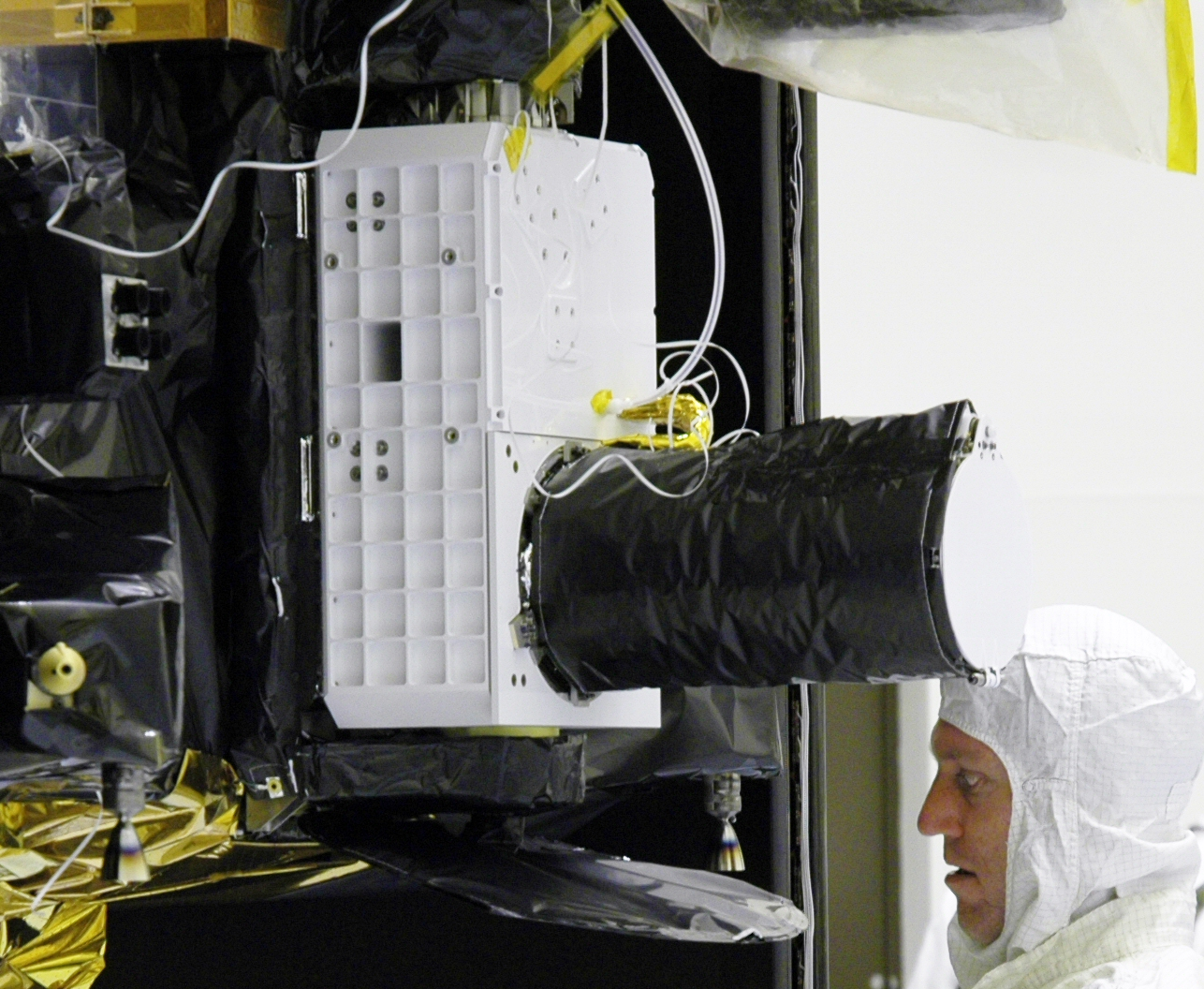
CRISM (Mars Reconnaissance Orbiter).

Aunque esta actividad representa una débil fracción de su plan de carga, APL es un actor de entidad en la propiedad de la concepción y la construcción de las sondas espaciales encargadas de explorar el sistema solar y de la realización de los satélites científicos y de los instrumentos científicos espaciales. Desde su creación la división espacial civil APL, que emplea  150 científicos, ha concebido así y desarrollado 64 maquinarias espaciales y 150 instrumentos embarcados (cifras 2013).
APL ha desarrollado sobre todo para la NASA las misiones siguientes :
- NEAR Shoemaker lanzada en 1996.
- ACE (1997).
- FUSE (1999) telescopio espacial ultraviolet.
- TIMED (2001).
- CONTORNO (2002).
- Messenger (2004) primera sonda espacial a haberse ubicado en órbita en torno al planeta Mercurio.
- New Horizontes (2006) primera sonda espacial a tener estudiar in situ el planeta enana Plutón.
- STEREO (2006).
- Van Allen Probes (2012).
- La sonda solar Parker lanzado en 2018.
- Europa Clipper (2023) APL es socio del Jet Propulsion Laboratory para el desarrollo de esta sonda espacial cargada de estudiar la luna Europa del planeta gigante Júpiter.
- DART (2020) misión destinada a evaluar un método que permite modificar la órbita de un pequeño astéroïde.
- Dragonfly (2026) sonda parecida a un drone cuya misión será de estudiar Titán, el satélite de Saturno, a la investigación de compuestos químicos necesarios a la vida.[7]

APL alberga el centro de control de las sondas espaciales que desarrolla. Así es como en 2013 APL asegura la vigilancia y el control de New Horizontes en carretera para Plutón, Messenger en órbita en torno a Mercurio, las sondas STEREO que estudian el Sol y TIMED en órbita terrestre.
Los principales instrumentos científicos desarrollados están :
- SO-SIS (Solar Orbiter Suprathermal Ion Spectrograph) (2020) instrumento que mide los característicos de los ions pesados embarcados a bordo de la sonda espacial europea Solar Orbiter.
- El LORRI (Lucy Largo-Ordena Reconocimiento Imager) cámara de la sonda espacial Lucy (2021).
- PIMS (Plasma Instrumento for Magnetic Sounding) magnétomètre de la sonda espacial Europa Clipper (2025).
- EIS (Europa Imaging System) cámara de la sonda espacial Europa Clipper (2025).
- JOEE y JENI instrumentos embarcados a bordo de la sonda espacial Júpiter Icy Moons Explorer (2022) de la Agencia Espacial Europea.
- GRNS (Gamma-Ray and Neutron Spectrometer) es un spectromètre embarcado a bordo de la sonda espacial Psyché (2022)
- MEGANE (Marte-moon Exploración with GAmma rays and NEutrons) es un instrumento que mide la composición de la superficie de la Luna embarcada a bordo de la misión japonesa Martian Moons Explorer (2024).
- OLA (OSIRIS-Rex Láser Altimeter) altímetro láser embarcado a bordo de la sonda espacial OSIRIS-Rex (2016).
- JEDI (Júpiter Energetic Particle Detector Instrumento) detector de partículas de la sonda espacial Juno (2011).
- Mini-RF (Miniatura Radio Frequency Instrumento) radar embarcado a bordo de las misiones Lunar Reconocimiento Orbiter (2009) y Chandrayaan-1 (2008).
- CRISM (Compacto Reconocimiento Imaging Spectrometer for Marte) spectromètre imageur infrarouge del orbiteur marciano #Marzo Reconocimiento Orbiter (2005).
- MIMI (Magnetospheric IMaging Instrumento) magnétoscope imageur de la misión Cassini (1997).
- EPIC (Energetic Particles and Ion Composición) instrumento  del satélite científico GEOTAIL (1992).
- MFE (Magnetic Field Experiment) instrumento del satélite científico sueco Freja (1992).
- HI-SCALE (Heliosphere Instrumento for Spectrum, Composición, and Anisotropy at Low energías) instrumento  de la sonda espacial Ulysses (1990).
- EPD (Energetic Particle Detector) instrumento de la sonda espacial Galileo (1989).
- AMPTE (Activa Magnetospheric Particle Trazar Explorers).
- LECP (Low Energy Charged Particle) instrumento de medida de las características de las partículas a débil energía embarcado a bordo de las sondas Viajar (1977).
- CPME y EPE instrumentos embarcados a bordo del satélite científico IMP-8 (1973).